# Klaus Dieter Arndt
Klaus Dieter Arndt (ur. 9 marca 1927 w Berlinie, zm. 29 stycznia 1974 tamże) – niemiecki polityk i ekonomista, parlamentarzysta krajowy i europejski, sekretarz stanu.

## Życiorys
Od 1943 walczył w II wojnie światowej jako żołnierz lotnictwa i następnie piechoty. W 1944 został przyjęty do Narodowosocjalistycznej Niemieckiej Partii Robotników. W 1947 zdał maturę, następnie ukończył studia ekonomiczne na Wolnym Uniwersytecie Berlińskim i w 1954 obronił doktorat. Od 1950 był zatrudniony w Niemieckim Instytucie Badań Ekonomicznych (DIW), gdzie objął stanowisko dyrektora departamentu, a od 1968 szefa instytucji. Autor publikacji o tematyce ekonomicznej.
W 1946 wstąpił do Socjaldemokratycznej Partii Niemiec. Zasiadał w radzie dzielnicy Steglitz (1958–1963) i Izbie Deputowanych Berlina Zachodniego (1963–1965). Od 1965 do śmierci zasiadał w Bundestagu, gdzie od 1971 pozostawał wiceszefem frakcji SPD. W latach 1967–1970 sekretarz stanu w Ministerstwie Gospodarki. Od 1971 do 1975 był oddelegowany do Parlamentu Europejskiego.